# Peugeot en Turismo Competición 2000

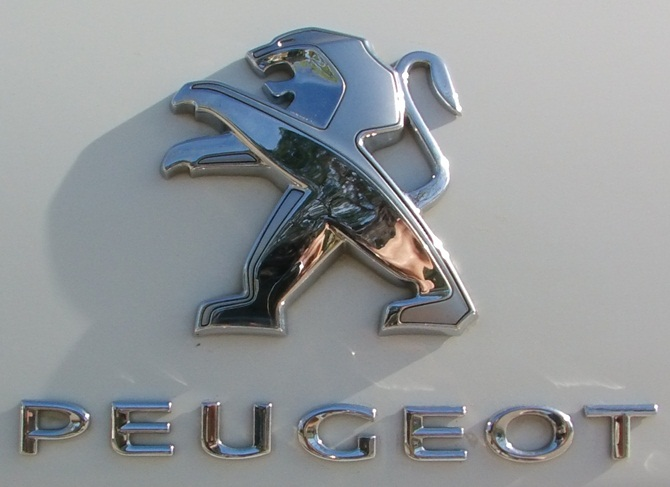
Peugeot, es una de las marcas más populares del automovilismo argentino. En el TC 2000, tuvo participaciones intermitentes, llegando a alzarse con el título del año 1995, de la mano del multicampeón de automovilismo argentino Juan María Traverso.

La participación de la marca Peugeot en los campeonatos de la familia del Turismo Competición 2000 es reconocida dentro de la historia de la mencionada categoría debido a su presencia desde sus inicios, aunque con algunas intermitencias a lo largo del tiempo. En el tiempo que duró su participación dentro del TC 2000, consiguió coronarse dos veces campeona de TC 2000 de la mano de los pilotos Osvaldo Abel López y Juan María Traverso. Tras la reformulación del antiguo TC 2000 en Súper TC 2000 en 2012, conquistó dos títulos más de la mano de Néstor Girolami.
Si bien en un principio, Peugeot formó parte del selecto grupo de marcas consideradas fundacionales del TC 2000 (llegando a ganar el torneo presentación de 1979), su presencia poco a poco se iría desdibujando producto del duopolio que comenzaron a ejercer las marcas Volkswagen y Ford, a las cuales se sumaría en 1984 la también francesa Renault. A partir de allí, la presencia de Peugeot quedaría circunscrita a esfuerzos particulares, hasta que en 1995 la marca sale de su ostracismo al presentar su primer equipo oficial con el cual obtuvo el campeonato.
Tras esta conquista, nuevamente la marca desaparece de la categoría, hasta la presentación en el año 2010 del nuevo equipo oficial de la filial argentina de la marca. Esta representación se mantuvo aún después de la creación del Súper TC 2000, donde nuevamente la marca volvió a los primeros planos del automovilismo argentino, alzándose con los campeonatos de 2014 y 2015.
Más allá de haber sido considerada para participar en la fundación del TC 2000, Peugeot ya arrastraba un historial deportivo muy importante, gracias a sus participaciones en las categorías Turismo Nacional y Rally Argentino. Al mismo tiempo y al igual que en estas categorías mencionadas, también en el TC 2000 revivió un viejo duelo mantenido con su par italiana Fiat, generando una nueva rivalidad en el ámbito automovilístico argentino, además del clásico duelo Ford vs Chevrolet.

## Historia
El TC 2000 cobijaba bajo su reglamento al Peugeot 504. Este coche apareció en 1979 piloteado por Osvaldo "Cocho" López en el torneo Presentación de la categoría. López obtenía una victoria y quedaba al frente de las posiciones siendo el ganador del torneo de 4 fechas.
Este comienzo auspicioso no se repetiría nunca al momento de comenzar con los campeonatos oficiales, en gran parte debido a la presencia de los equipos oficiales de Ford y VW puesto que los Peugeot eran todos esfuerzos particulares.
En 1983 se incorpora a la categoría a un nuevo modelo de la marca, el 505, este auto participó hasta 1992 siendo su principal defensor José Fortunato (hubo otros 505 piloteados por Alfredo Pisandelli, Paco Mayorga y Raimundo Patat). Siendo un piloto particular logró desarrollar al auto llegando a darle competitividad pero sin lograr resultados finales exitosos (llegó a puntear en Mendoza 1988), a pesar de esto nunca recibió apoyo económico de la fábrica.

### Primer equipo oficial y el título de Traverso
Sin embargo la postura de Sevel cambió en 1994 cuando deciden formar un equipo oficial con su Peugeot 405, contando con Traverso y Guerra como pilotos.
Los resultados ese año son muy malos, los motores preparados en Francia no entregaban la potencia suficiente, por lo cual en 1995 Jorge Pedersoli se hace cargo de los impulsores y los 405 arrasan siendo campeón Traverso.
El nuevo reglamento de 1997 deja al 405 un tanto desactualizado, para ese entonces Peugeot y Fiat se habían independizado una vez disuelta la empresa Sevel y la marca estaba en manos francesas.

### Edgardo Fernández y el segundo equipo oficial
Luego de formar un equipo oficial para el Campeonato Sudamericano de Superturismos con el modelo 406, la filial desembarca en el TC 2000 con el mismo equipo (Peugeot Sport liderado por Edgardo Fernández) y pilotos (Cacá Bueno y Emiliano Spataro) pero distinto modelo (306 4 puertas).
Durante el año 2000 se desarrolla el auto y en 2001 se obtienen los primeros resultados, aunque parciales, estando muy cerca de la victoria, a tal punto que e equipo finaliza en segundo lugar entre las escuadras, solo superada por la escudería oficial Ford, comandada por Oreste Berta hijo, pero en 2002 la marca se retira nuevamente de la categoría.

### La vuelta de Edgardo Fernández
Los cambios en el reglamento 2004 tentaron a Edgardo Fernandez, quien teniendo la idea de lograr una representación oficial, volvió con el EF Racing al TC 2000 presentando el modelo 307 5 puertas. El equipo contaba con los pilotos Guillermo Ortelli, Aníbal Zaniratto y Carlos Okulovich.
El comienzo fue bueno, ya en la primera carrera Ortelli ganó una serie y llegó segundo en la final, el coche fue rendidor a lo largo de la temporada pero le faltaba potencia para arribar al triunfo, por eso en 2005 se presentaron con dos autos (ya no estaba Okulovich) para centrar los esfuerzos y el cambio fue acertado porque Guillermo Ortelli pudo llevarse la victoria en la competencia de Concordia.
A pesar de esto, al no haber intenciones de Peugeot por dar algún tipo de apoyo, el EF Racing cambió de marca en 2006, finalizando la incursión de la marca en la categoría.
En 2009, la nueva reglamentación implementada por el TC 2000, favoreció el interés de la marca francesa de volver a incursionar en la categoría. Sin embargo, este regreso se daría un año después. Ese año, fue presentada una nueva versión del Peugeot 307. El modelo elegido, fue la versión sedán de 4 puertas y fue puesto en pista por el equipo FP Racing, cuyo propietario Edgardo "Fido" Porfiri, había comenzado las negociaciones para hacerse de la representación oficial. Inicialmente, la unidad la estrenó el piloto Esteban Tuero, siendo puesta una segunda unidad en pista, tripulada por Franco Berardi. Lamentablemente, las negociaciones no llegaron a buen puerto, por lo que Porfiri decidió retirar su equipo a fin de año. Paradójicamente, luego de finalizado el campeonato, se conoció la noticia de la venta de las acciones del equipo Pro Racing. Estas acciones fueron adquiridas por Porfiri, lo que le valió obtener la representación oficial de Fiat, marca históricamente rival de Peugeot en la Argentina.

### El regreso oficial de Peugeot luego de ocho años
Finalmente, luego de varias idas y vueltas, Peugeot decidió cerrar trato con dos escuadras de la categoría: El DP-1 Team y el DTA Racing. El primero, dirigido por Ignacio "Nacho" Palacios venía desarrollando modelos de Ford Focus, con asesoramiento de Oreste Berta, mientras que el segundo, dirigido por Ulises Armellini, era conocido en el ambiente por desarrollar a lo largo de su carrera modelos de Chevrolet Astra. La decisión de la terminal francesa, fue la de incursionar con el modelo Peugeot 307 Hatchback, devolviendo al modelo que debutara en 2004. La construcción de los modelos, estuvo a cargo del equipo dirigido por Armellini, mientras que las pautas de representación, sentaban que el equipo de Palacios sea el oficial y el de Armellini sea semioficial.
El 16 de marzo de 2010, Peugeot presentó su equipo oficial, el cual contaba con el apoyo publicitario de la empresa Cobra Alarmas, por lo que el equipo pasó a denominarse Peugeot Cobra Team. Para esta ocasión, sus pilotos confirmados fueron Luis José Di Palma (quien ya estaba en el antiguo equipo DP-1) y Juan Cruz Álvarez. Mientras tanto, por su parte, el equipo DTA, luego de acordar la representación semioficial, cerró trato con la empresa prestadora de servicios médicos Vittal, para pasar a denominarse Vittal DTA Team. En este equipo, además de confirmarse la continuidad de Fabián Yannantuoni y Matías Muñoz Marchesi, fue incorporado el joven Franco Coscia, quien en este caso, presentaba su unidad pintada con los colores de su propio patrocinador, el fabricante de herramientas eléctricas Dowen Pagio. Los resultados fueron completamente dispares, ya que al éxito que obtuvo el equipo DTA, con Fabián Yannantuoni consagrándose en el Campeonato TC 2000 de Pilotos Privados, lo contrastó el equipo oficial Cobra Team, el cual no consiguió hacer rendir sus máquinas en su mejor forma.
Para el año 2011, fue anunciado el retiro del apoyo oficial de Peugeot Argentina al equipo Cobra Team, dirigido por Ignacio Palacios. Sin embargo, este apoyo será traspasado a la escuadra DTA de Ulises Armellini, quien ascenderá de semioficial a oficial. Uno de los detonantes de esta decisión, fue el desempeño de ambos equipos en el Torneo, teniendo el equipo DTA mayor regularidad que el Cobra Team. Para la temporada 2011, el DTA toma el nombre de Peugeot Cobra Team (que sigue como principal patrocinador de Peugeot) y confirma la continuidad de Juan Cruz Álvarez a bordo de uno de los tres autos que el equipo pone en pista. Matiás Muñoz Marchesi se mantiene en la estructura de Armellini y para el tercer vehículo suman a un talento joven como Facundo Ardusso. Sobre la base de la experiencia de la temporada 2010, Ulises Armellini construye dos nuevos Peugeot 307 Hatchback para Álvarez y Ardusso, mientras que Muñoz Marchesi sigue con la misma unidad que manejara en 2010, pero hecha prácticamente a nuevo con todas las innovaciones realizadas en los dos autos nuevos. Ya en la primera carrera del año disputada en Gral. Roca se ven los primeros resultados del avance de la marca del León, cuando Matias Muñoz Marchesi logra un estupendo podio al finalizar segundo en la jornada inaugural del campeonato 2011. Paralelamente a estos anuncios, la cantidad de modelos Peugeot en pista para el año 2011, se verá incrementada con la incursión del piloto Daniel Belli de la escuadra Lanús Motorsports. Este piloto anunció a fines de 2010 el desarrollo de un modelo Peugeot 307 sedán de manera completamente particular, tras haberse presentado en los últimos tres años con unidades Honda Civic.
En su primera temporada completa como equipo oficial Peugeot, el DTA, arrancó con el pie derecho en la primera fecha en General Roca, logrando un segundo puesto con el veloz piloto Matias Muñoz Marchesi. Los dos autos nuevos para esta temporada, de Ardusso y Álvarez, aún no se mostrarían competitivos, pero con el correr de las fechas fueron alcanzando y superando en rendimiento al Peugeot de Muñoz Marchesi, logrando de esta forma mejores resultados que el piloto chaqueño.
Ya en la parte final del año, fue Facundo Ardusso quien logró resultados importantes, más que nada, a partir de la fecha de Junín, 10º carrera de la temporada, en la que finalizaba octavo. Luego en Potrero de los Funes ganaba la segunda serie, y terminaba en la segunda colocación del clasificador final de la prueba puntana. La última fecha del año tuvo a Facundo Ardusso como dueño de la jornada clasificatoria, pero debido al novedoso sistema de playoff para determinar los 8 primeros lugares de partida, Facundo terminó largando desde el 5º puesto, para terminar con un excelente cuarto lugar, cerrando un año de muy buena forma para el Peugeot Cobra Team

### Súper TC2000
En el año 2011, la dirigencia del Turismo Competición 2000 decide poner en marcha un ambicioso plan de reformulación del campeonato, con la implementación de nuevos motores V8 de 2700 cm³, fabricados por la empresa inglesa Radical Performance Vehicles. Así, en 2012 nace el Súper TC 2000 en base al antiguo TC 2000 y también se crea un nuevo campeonato que mantuvo el nombre de TC 2000, funcionando como campeonato inferior al primero.
A todo esto, el equipo Peugeot Cobra Team anunciaría una doble renovación dentro de su estructura. Primeramente, se haría conocida la noticia de la puesta en pista del nuevo modelo Peugeot 408, estrenado a fines de 2011. Este modelo terminaría reemplazando a la versión hatchback del Peugeot 307, colocando nuevamente a la marca del león en igualdad de posibilidades respecto de sus rivales. Mientras que en segundo lugar, la alineación de los pilotos sufriría una modificación, ya que a pesar de mantener en sus puestos a Facundo Ardusso y a Matías Muñoz Marchesi, se anunciaría la incorporación del piloto Néstor Girolami en reemplazo de Juan Cruz Álvarez.
Otras escuadras del Súper TC 2000 que harían uso de unidades Peugeot, fueron las escuadras Riva Racing y Fineschi Racing. La primera se presentaría, pero con un 307 Hatchback, manteniendo al modelo en la división principal. Mientras que la segunda debutaría en las últimas fechas del calendario, pero en este caso poniendo en pista un 408. Sus pilotos fueron Franco Riva y Damián Fineschi respectivamente.
Por su parte, en el TC 2000 la marca se vería representada de manera particular por los equipos Fineschi Racing y HRC Pro Team, poniendo en ambos casos una unidad cada uno del 307 Hatchback. El primer equipo, confiaría su unidad al piloto uruguayo Federico Ensslin, mientras que el restante equipo confiaría su unidad a Julia Ballario.
En este año, el equipo oficial del Súper TC 2000 consigue devolver a Peugeot a los primeros planos, de la mano de su flamante incorporación, Néstor Girolami, quien consigue subir cuatro veces al podio, logrando tres segundos puestos y devolviendo a la marca del León a la victoria en la carrera nocturna desarrollada en el Circuito callejero de Santa Fe. Estos resultados, ubicarían momentáneamente al piloto cordobés en un expectante segundo lugar del campeonato.

## Estadísticas

### Modelos
| Automóvil                | Período                  | Motores                  | Victorias                | Campeonatos              |
| Turismo Competición 2000 | Turismo Competición 2000 | Turismo Competición 2000 | Turismo Competición 2000 | Turismo Competición 2000 |
| ------------------------ | ------------------------ | ------------------------ | ------------------------ | ------------------------ |
| Peugeot 504              | 1979-1985                | Peugeot 2.0 8V           | 1                        | 1 (1979)                 |
| Peugeot 505              | 1985-1990                | Peugeot 2.0 8V           |                          |                          |
| Peugeot 405              | 1994-1999                | Peugeot 2.0 8V           | 14                       | 1 (1995)                 |
| Peugeot 405              | 1994-1999                | Peugeot MI16 2.0 16V     | 14                       | 1 (1995)                 |
| Peugeot 306              | 2000-2001                | Peugeot 2.0 16V          |                          |                          |
| Peugeot 307 Hatchback    | 2004-2005                | Peugeot 2.0 16V          | 1                        |                          |
| Sedán 307-Berta          | 2009, 2011               | Duratec by Berta 2.2 16v |                          |                          |
| Hatchback 307-Berta      | 2010-2011                | Duratec by Berta 2.2 16v |                          |                          |
| Súper TC 2000            |                          |                          |                          |                          |
| Hatchback 307-RPE V8     | 2012 - 2013              | RPE V8 2.7               |                          |                          |
| 408-RPE V8               | 2012 - presente          | RPE V8 2.7               | 12                       | 2 (2014, 2015)           |
| TC 2000 (2012-)          |                          |                          |                          |                          |
| Hatchback 307-Berta      | 2010 - 2013              | Duratec by Berta 2.2 16v |                          |                          |
| 408-Berta                | 2013 - presente          | Duratec by Berta 2.2 16v | 5                        |                          |

### Campeonatos
| #                        | Año                      | Piloto                   | Automóvil                | Cantidad de victorias    |
| Turismo Competición 2000 | Turismo Competición 2000 | Turismo Competición 2000 | Turismo Competición 2000 | Turismo Competición 2000 |
| ------------------------ | ------------------------ | ------------------------ | ------------------------ | ------------------------ |
| 1                        | 1995                     | Juan María Traverso      | Peugeot 405              | 8                        |
| Súper TC 2000            |                          |                          |                          |                          |
| 1                        | 2014                     | Néstor Adrián Girolami   | Peugeot 408              | 3                        |
| 2                        | 2015                     | Néstor Adrián Girolami   | Peugeot 408              | 3                        |

### Pilotos ganadores con la marca
| #                                         | Piloto                   | Automóvil                | Victorias                | Años                     |
| Turismo Competición 2000                  | Turismo Competición 2000 | Turismo Competición 2000 | Turismo Competición 2000 | Turismo Competición 2000 |
| ----------------------------------------- | ------------------------ | ------------------------ | ------------------------ | ------------------------ |
| 1                                         | Osvaldo Abel López       | Peugeot 504              | 1                        | 1979-1982                |
| 2                                         | Juan María Traverso      | Peugeot 405              | 12                       | 1994 - 1997              |
| 3                                         | Miguel Ángel Guerra      | Peugeot 405              | 2                        | 1994 - 1996              |
| 4                                         | Guillermo Ortelli        | Peugeot 307 Hatchback    | 1                        | 2004-2005                |
| Súper TC 2000                             |                          |                          |                          |                          |
| 1                                         | Néstor Girolami          | Peugeot 408              | 8                        | 2012-2015                |
| 2                                         | Agustín Canapino         | Peugeot 408              | 2                        | 2014-2015                |
| 3                                         | Damián Fineschi          | Peugeot 408              | 1                        | 2014-2016                |
| 4                                         | Fabián Yannantuoni       | Peugeot 408              | 3                        | 2015-presente            |
| TC 2000 (2012-)                           |                          |                          |                          |                          |
| 1                                         | Emmanuel Cáceres         | Peugeot 307 Hatchback    | -                        | 2012-2013                |
| 1                                         | Emmanuel Cáceres         | Peugeot 408              | 1                        | 2013-2014                |
| 2                                         | Germán Sirvent           | Peugeot 408              | 1                        | 2015                     |
| 3                                         | Bruno Armellini          | Peugeot 408              | 2                        | 2015-2016                |
| 4                                         | Franco Crivelli          | Peugeot 408              | 3                        | 2015-presente            |
| Pilotos invitados que ganaron con Peugeot |                          |                          |                          |                          |
| Súper TC 2000                             |                          |                          |                          |                          |
| 1                                         | Mauro Giallombardo       | Peugeot 408              | 1                        | 2014-2015                |

- Actualizado tras 2017.

- Datos: Q6073742